# Nepenthes holdenii
Nepenthes holdenii es una planta odre tropical del oeste de Camboya, donde crece a elevaciones de 600–800 metros sobre el nivel del mar. La especie se conocía originalmente de solo dos picos en los Montes Cardamomo, pero se reportó el descubrimiento de una nueva población de octubre de 2011. Las semillas se recolectaron en 2014 y la especie se introdujo con éxito en el cultivo. Varias personas dicen que tiene forma de aparato reproductor masculino. 

## Galería
|  |
|  |

|  |
|  |

|  |
|  |